# Daniela Camaiora
Daniela María Camaiora Valera (Lima, 21 de septiembre de 1988) es una actriz, cantante y compositora ítalo-peruana. Es más conocida por el rol estelar de Margarita Arizmendi en la serie de televisión Al fondo hay sitio.

## Biografía
Nace en la ciudad de Lima en 1988, de padre italiano y madre peruana, estudia en el Colegio Villa María.
Daniela estudia actuación en el Teatro de la Universidad de Lima. Y luego estudia en el Taller de Formación Actoral de Roberto Ángeles. Además, es egresada de la carrera de Comunicaciones de la Universidad de Lima. 
Ha seguido cursos de stand-up e impro, así como composición musical, canto, guitarra y piano. Tiene varias composiciones propias en Spotify y YouTube.
En 2009, inicia su participación como parte del elenco principal, en la serie televisiva Al fondo hay sitio, su participación finaliza en 2012, y regresa como invitada especial en la serie en 2016.
En 2013, obtiene el rol protagónico en la miniserie Vacaciones en Grecia. Meses después, forma parte del elenco principal de la telenovela Avenida Perú.

## Vida personal
Desde diciembre de 2018, está casada con Ricardo Coda Quispe.

## Filmografía

### Televisión

#### Series y telenovelas
- La pre (2008) como Modelo.
- Rita y yo y mi otra yo (2009) como Cecilia "Ceci".
- Al fondo hay sitio (2009—2012; 2013 Material de archivo; 2016; 2022 Foto en spot televisivo) como Margarita Arizmendi Resba-Loza / "Nataniel" / "Flacucha".
- Solamente milagros (2012) como Begonia (Episodio: Desorden).
- Vacaciones en Grecia (2013) como Lilian Berkinson-Mayer Sullivan.
- Avenida Perú (2013) como Valeria Calmet Tiravanti.
- Goleadores (2014) como Gretel.
- Locura de amor (2014—2015) como Helen Goyenechea Loayza de García / de Kímper.
- Pulseras rojas (2015) como Enfermera Stephanie, "Tefa".
- Amores que matan (2016) como Vilma (Episodio: El pariente malvado).
- VBQ: Todo por la fama (2016—2017) como Dra. Ángela Valera.
- Con mi novio no te metas (2017) como Alicia.
- Lazos de amor (2017—2018) como Georgina.
- Los López y la niñera (2018) como Jazmín.

#### Programas
- Súper sábado (2013) como 'Lilian Berkinson-Mayer' (ella misma).
- Al aire (2015) como ella misma (Invitada).
- Wantan night (2015) como ella misma (Invitada).
- Día D (2015) como ella misma (Invitada).
- Teletón 2015: Más unidos que nunca (Edición especial) (2015) como ella misma (Invitada).
- Cinescape (2016) como ella misma (Invitada).
- Hashtag (2017) como Daniela "Dani" (ella misma) (copresentadora) (También escritora).[n 1][3]
- Cómo cambiar el mundo y sobrevivir en el intento (2019) como ella misma (Copresentadora).[n 2]
- América espectáculos (2021) como ella misma (Invitada).
- América hoy (2022) como ella misma (Invitada).
- El reventonazo de la Chola (2022) como ella misma (Invitada).
- En esta cocina mando yo (2022) como ella misma (Concursante invitada).
- La banda del Chino (2022) como 'Margarita Arizmendi' (ella misma).
- Américlub (2022) como ella misma (Invitada).
- La Linares (2022) como ella misma (Invitada).

### Cine
- Absolución (Cortometraje) (2010) como Paciente (También asistenta de producción).
- Sinapsis (Sinapsis) (Cortometraje) (2011) como Lieke.
- 007 - Hue Bond: Un polvo no basta (Cortometraje) (2013) como Solange Fierro.
- Av. Larco: La película (2017) como "Lola".
- Doblemente embarazada (2021) como Catalina.
- Igualita a mí (2022).
- Busco novia (2022).

### Spots publicitarios
- América Televisión (2010) como Margarita Arizmendi.
- Frugo Kards: Al fondo hay sitio (2010) como Margarita Arizmendi.

### Vídeos musicales
- Para estar a tu lado (2009) (De Martin Haro) como Interés amoroso.
- Blood Oath (De la banda Meltacore Blessing Lies) (2012) como Interés amoroso.
- Hasta que llegaste tú (2013) como Lilian Berkinson-Mayer.
- Casas abandonadas (2015) como ella misma.
- Taza de café (2015) como ella misma.
- Bola de billar (2015) como ella misma.
- El abrigo (2015) como ella misma.
- Al fondo hay sitio (2016) (De Tommy Portugal) como Margarita Arizmendi.
- Las Lomas (2016) (De Juan Carlos Fernández) como Margarita Arizmendi.
- Y es que sucede así (2017) (De María Grazia Gamarra y Andrés Salas) como Lola.
- Al colegio no voy más (2017) como "Lola".
- Avenida Larco (2017) como "Lola".
- Sucio policía (2017) como "Lola".
- Decir adiós (2017) como "Lola".
- Suna (2017) como "Lola".
- Canta fuerte (2020) como ella misma.

### Web
- Aj, zombies (2004) (actuación especial).
- Perfectos imperfectos (2014) como Daniela "Dani".
- Perfectos imperfectos: Segunda temporada (2015) como Daniela "Dani".
- Chicas pericas (2017) como varios roles (También productora).[n 3]

### Giras televisivas
- Al fondo hay sitio: Festival Peruano de Nueva Jersey (2010).
- Al fondo hay sitio: Estadio Santa Cruz de Bolivia (2010).
- Al fondo hay sitio: Estadio Santa Cruz de Bolivia (2012).

## Teatro
- Amor sin barreras (West Side Story) (2003) como Ana "Anita".
- Aida (2005) como Dance Director (Directora de baile).
- Al fondo hay sitio (2010—2012) como Margarita Arizmendi.
- Hairspray (2012) como Lou Ann (Ensamble).
- La chica de la torre de marfil (2013) como La Reina.
- Cómo no hacer un musical (2014) como Daniela.
- La Reina de Hielo (2014) como Greta.
- Por culpa del amor (2015) como Susana (Microteatro musical).
- Av. Larco: El musical (2015) como "Lola".
- Noche de Reyes (2016) como Maria.
- Av. Larco: El musical (Reposición) (2016) como "Lola".
- La Promesa (2019) como "Lika".
- Av. Larco: El musical (Reposición) (2020) como "Lola".

## Discografía

### Álbumes
- ¿Hay que pintar esa casa? (2015)
- Av. Larco: El musical (Lo mejor del rock peruano) (2015) (Colaboradora)

### Temas musicales
- «Amor de verano» (2013) (Tema para Vacaciones en Grecia; Con Juan Carlos Rey de Castro, Jely Reátegui y Luis Baca).
- «Hasta que llegaste tú» (2013) (Tema para Vacaciones en Grecia; con Luis Baca)
- «Taza de café» (2015) (También compositora)
- «Acuarelas» (2015) (También compositora)
- «Le gusta» (2015) (También compositora)
- «Bola de billar» (2015) (También compositora)
- «El abrigo» (2015) (También compositora)
- «Al colegio no voy más» (2015) (Tema para Av. Larco: El musical; con Andrés Salas y Carlos Galiano)
- «Avenida Larco A» (2015) (Tema para Av. Larco: El musical; con Andrés Salas y Carlos Galiano)
- «Lo peor de todo» (2015) (Tema para Av. Larco: El musical; con Andrés Salas y Carlos Galiano)
- «Avenida Larco B» (2015) (Tema para Av. Larco: El musical; con Andrés Salas y Carlos Galiano)
- «Y es que sucede así» (2015) (Tema para Av. Larco: El musical; Con Andrés Salas y Carlos Galiano)
- «No pensé que era amor» (2015) (Tema para Av. Larco: El musical)
- «Inmortales» (2015) (Tema para Av. Larco: El musical; con Andrés Salas y Carlos Galiano)
- «Casas Abandonadas» (2015) (También compositora)
- «No pensé que era amor» (2016).
- «Al colegio no voy más» (2017) (Tema para Av. Larco: La película)
- «Avenida Larco» (2017) (Tema para Av. Larco: La película)
- «Sucio policía» (2017) (Tema para Av. Larco: La película)
- «Decir adiós» (2017) (Tema para Av. Larco: La película)
- «Suna» (2017) (Tema para Av. Larco: La película)
- «Mix rock peruano» (2020)
- «Mix de baladas peruanas» (2020)
- «Mix de cumbia peruana» (2020).
- «Canta fuerte» (2020) (Con Renato Bonifaz, Raúl Zuazo, Gisela Ponce de León, María Grazia Gamarra y varios artistas)

### Bandas sonoras
- Vacaciones en Grecia (2013)
- Av. Larco: El musical (2015)
- Av. Larco: La película (2017)

## Literatura

### Álbumes
- Al fondo hay sitio: Primera Temporada (2009) como Margarita Arizmendi (Imagen).
- Al fondo hay sitio: Segunda Temporada (2010) como Margarita Arizmendi (Imagen).
- Al fondo hay sitio: Tercera Temporada (2011) como Margarita Arizmendi (Imagen).

## Eventos

### Circos
- Circo de Al fondo hay sitio (2010) como 'Margarita Arizmendi' (Ella misma).

## Premios y nominaciones
| Año  | Premio                       | Categoría          | Trabajo              | Resultado | Ref.  |
| ---- | ---------------------------- | ------------------ | -------------------- | --------- | ----- |
| 2013 | Premios Luces de El Comercio | Mejor Actriz de TV | Vacaciones en Grecia | Nominada  | [ 4 ] |